# جون كرافين (لاعب كرة قدم)
جون كرافين (بالإنجليزية: John Craven)‏ (15 مايو 1947 في المملكة المتحدة - 14 ديسمبر 1996 في الولايات المتحدة) هو لاعب كرة قدم بريطاني في مركز الوسط. لعب مع كريستال بالاس وكوفنتري سيتي ونادي بلاكبول ونادي بليموث أرجايل وفانكوفر وايتكابس وكاليفورنيا سيرف ‏.

## وصلات خارجية
- جون كرافين على موقع قاعدة بيانات كرة القدم.إي يو (الإنجليزية)